# Xylocampa suffusa
Xylocampa suffusa är en fjärilsart som beskrevs av Tutt 1892. Xylocampa suffusa ingår i släktet Xylocampa och familjen nattflyn. Inga underarter finns listade i Catalogue of Life.